# 商品评价
商品评价是指生产厂家、商家或者消费者根据具体商品的性能、规格、材质、使用寿命、外观等商品的内在价值设定一个可量化或定性的评价体系，由消费者对商品使用价值进行评价的过程。

## 发展趋势
目前国际上的著名商城如亚马逊、梅西等都已经广泛的使用商品评价系统。国内的淘宝商城也提供了消费者对所购商品的评论系统，但是该系统更偏向于消费者的评论或者购物感受，因此并不能真实反映每一个商品对消费者的客观价值，对消费者的参考意义受到了比较大的局限。很多消费者也希望能够在评论里尽可能多的将商品的价值用文字表述出来，但是一方面受时间所限，另外也受知识面、个人偏好、理解能力等限制，不可能将自己在使用后将完整的商品价值都描述出来。因此只有专业的商品评价系统才能帮助消费者实现对商品价值进行客观评价的美好愿望。
结合国际上的发展趋势，中國国内的商家不管是C2C,B2C 还是B2B必将越来越多的转向与专业的第三方商品评价系统提供商进行合作，从而为消费者提供科学的评价体系。通过消费者对商家的商品进行口碑宣传，反映商品的真实价值来实现商家和消费者的共赢。
　

## 商品评价的主要品牌
目前国际上已经有很多商品评价系统。例如：杜邦公司的S1系统、PowerRview系统。
　　
S1 系统是杜邦公司开发的实时在线的商品评价系统，具有配置灵活、使用方便、商品评价模板丰富等特点。非常适合各种规模的网店包括B2C，C2C，B2B店家使用。同时对于普通消费者而言，在对某一种商品进行评价时，只需要在商品评价的页面上针对具体指标做单选题即可。同时，店家还可以根据消费者对商品各种规格、性能、材料等指标的反馈情况，对该商品的评价体系进行不断的优化，真正直观、简单、完整的体现商品的真实价值。
　　

## 相关误区
- 误区一：商品评论就是商品评价
很多人都认为商品评论就是商品评价，其实不然，这两者有着本质的区别。商品评论是消费者针对某一个商品进行批评或议论，它是消费者的主观意见，往往不能客观、完整、有体系的反映具体商品的真正价值体系。
- 误区二：商品性能介绍和描述就是商品评价
商品的性能介绍和描述不是商品评价。每一种商品都有自己的商品使用说明书，或者标签。但是这只是生产厂家的设计指标，出厂的时候是否所有的商品都达到了相应的指标（也就是大家熟悉的产品合格率、优良率）只有在每一个具体商品使用后才能检验出来。

　
另外，还有很多指标比如衣服的尺寸，对于同样是170CM的男人，体重可能从50KG到100KG的都有，肩宽长短、脖径粗细、手背长短等更是千差万别，不可能一个尺寸出来满足所有人群。
因此对一种商品的最科学的评价就是让每一个消费者根据评价体系来进行客观评价。
　　

## 注意事项
- 数据造假：很多商家为了让自己的商品吸引消费者，有时会自己或者找枪手来做一些商品的评价，由于不是真正消费者的评价，因此这种评价就会失去它的客观性。但是这种造假行为，是经不起检验的，一旦消费者因此误导买到了不满意的商品，长远来看，店家的信誉将受到严重的影响。虽然可能得到了眼前的利益，但损失的是商家的长远利益。